# CAF Champions League 1999
De CAF Champions League 1999 was de derde editie van de Afrikaanse versie van de UEFA Champions League.

## Uitslagen

### Voorronde
| Team 1              | Tot.      | Team 2                   | 1e wedstr. | 2e wedstr. |
| ------------------- | --------- | ------------------------ | ---------- | ---------- |
| Red Sea FC          | 1-3       | Rayon Sport              | 1-1        | 0-2        |
| ASEC Ndiambour      | walk-over | Invincible Eleven        | 4-0        | -          |
| USFA Ouagadougou    | 2-1       | Dragons de l'Ouémé       | 2-0        | 0-1        |
| CD Elá Nguema       | walk-over | Santana FC               | -          | -          |
| Telecom Wanderers   | 3-2       | Scouts Club              | 0-1        | 3-1        |
| SS Saint-Louisienne | 6-0       | Red Star FC              | 2-0        | 4-0        |
| AS Coton Chad       | 2-3       | Al Mahalah               | 2-0        | 0-3        |
| Notwane FC          | 2-4       | Lesotho Defence Force FC | 1-1        | 1-3        |
| Real Banjul         | 1-3       | AS Kaloum Star           | 0-2        | 1-1        |

### Eerste Ronde
| Team 1                   | Tot.      | Team 2             | 1e wedstr. | 2e wedstr. |
| ------------------------ | --------- | ------------------ | ---------- | ---------- |
| Maji Maji FC             | 0-5       | Al-Ahly            | 0-3        | 0-2        |
| Rayon Sport              | 3-1       | AFC Leopards       | 2-1        | 1-0        |
| ASEC Ndiambour           | 1-4       | Raja Casablanca    | 1-0        | 0-4        |
| (u) Djoliba AC           | 3-3       | Cotonsport Garoua  | 2-0        | 1-3        |
| FC 105 Libreville        | 2-3       | ASEC Mimosas       | 1-0        | 1-3        |
| USFA Ouagadougou         | 2-6       | USM El Harrach     | 2-0        | 0-6        |
| CD Elá Nguema            | 0-9       | Hearts of Oak      | 0-3        | 0-6        |
| Villa SC                 | 7-2       | Mebrat Hail        | 5-0        | 2-2        |
| AS Kaloum Star           | 3-6       | Shooting Stars FC  | 3-0        | 0-6        |
| Costa do Sol             | walk-over | DC Motema Pembe    | 0-1        | -          |
| Telecom Wanderers        | 1-5       | Mamelodi Sundowns  | 1-2        | 0-3        |
| SS Saint-Louisienne      | 2-1       | DSA Antananarivo   | 1-0        | 1-1        |
| Al Mahalah               | 1-4       | Espérance de Tunis | 1-2        | 0-2        |
| Nchanga Rangers          | 1-2       | Al-Hilal Omdurman  | 1-0        | 0-2        |
| Vital'O                  | 3-2       | Primeiro Agosto    | 2-1        | 1-1        |
| Lesotho Defence Force FC | 0-4       | Dynamos Harare     | 0-3        | 0-1        |

### Tweede Ronde
| Team 1                 | Tot.      | Team 2                      | 1e wedstr. | 2e wedstr. |
| ---------------------- | --------- | --------------------------- | ---------- | ---------- |
| Al-Ahly                | 3-1       | Rayon Sport                 | 3-0        | 0-1        |
| (n.p.) Raja Casablanca | 3-3       | Djoliba AC                  | 2-1        | 1-2        |
| ASEC Mimosas           | 5-2       | USM El Harrach              | 4-0        | 1-2        |
| Hearts of Oak          | 4-1       | Villa SC                    | 3-0        | 1-1        |
| Shooting Stars FC      | walk-over | DC Motema Pembe (walk-over) | 2-0        | -          |
| Mamelodi Sundowns      | 3-5       | SS Saint-Louisienne         | 1-1        | 2-4        |
| Espérance de Tunis     | 8-3       | Al-Hilal Omdurman           | 5-0        | 3-3        |
| Vital'O                | 0-3       | Dynamos Harare              | 0-2        | 0-1        |

### Groepsfase

#### Groep A
| Team                 | Ptn | Wed | W | G | V | DV | DT | DS |
| -------------------- | --- | --- | - | - | - | -- | -- | -- |
| 1. Raja Casablanca   | 11  | 6   | 3 | 2 | 1 | 4  | 2  | 2  |
| 2. Al-Ahly           | 10  | 6   | 3 | 1 | 2 | 11 | 7  | 4  |
| 3. Hearts of Oak     | 8   | 6   | 2 | 2 | 2 | 7  | 6  | 1  |
| 4. Shooting Stars FC | 4   | 6   | 1 | 1 | 4 | 6  | 13 | -7 |

| 21 augustus, 1999  |     |                   |
| Shooting Stars FC  | 2–3 | Al Ahly           |
| 22 augustus, 1999  |     |                   |
| Raja Casablanca    | 1–0 | Hearts of Oak     |
| 3 september, 1999  |     |                   |
| Al Ahly            | 0–1 | Raja Casablanca   |
| 4 september, 1999  |     |                   |
| Hearts of Oak      | 3–0 | Shooting Stars FC |
| 18 september, 1999 |     |                   |
| Raja Casablanca    | 1–0 | Shooting Stars FC |
| 19 september, 1999 |     |                   |
| Hearts of Oak      | 2–1 | Al Ahly           |
| 9 oktober, 1999    |     |                   |
| Shooting Stars FC  | 1–0 | Raja Casablanca   |
| 1 oktober, 1999    |     |                   |
| Al Ahly            | 2–0 | Hearts of Oak     |
| 21 oktober, 1999   |     |                   |
| Al Ahly            | 4–1 | Shooting Stars FC |
| 23 oktober, 1999   |     |                   |
| Hearts of Oak      | 0–0 | Raja Casablanca   |
| 7 november, 1999   |     |                   |
| Shooting Stars FC  | 2–2 | Hearts of Oak     |
| Raja Casablanca    | 1–1 | Al Ahly           |

#### Groep B
| Team                   | Ptn | Wed | W | G | V | DV | DT | DS  |
| ---------------------- | --- | --- | - | - | - | -- | -- | --- |
| 1. Espérance de Tunis  | 15  | 6   | 5 | 0 | 1 | 13 | 1  | 12  |
| 2. ASEC Mimosas        | 10  | 6   | 3 | 1 | 2 | 7  | 6  | 1   |
| 3. Dynamos Harare      | 6   | 6   | 2 | 0 | 4 | 9  | 9  | 0   |
| 4. SS Saint-Louisienne | 4   | 6   | 1 | 1 | 4 | 4  | 17 | -13 |

| 21 augustus, 1999   |     |                     |
| Espérance           | 3–0 | ASEC Mimosas        |
| SS Saint-Louisienne | 1–0 | Dynamos             |
| 5 september, 1999   |     |                     |
| Dynamos             | 0–2 | Espérance           |
| ASEC Mimosas        | 3–1 | SS Saint-Louisienne |
| 18 september, 1999  |     |                     |
| ASEC Mimosas        | 2–0 | Dynamos             |
| 19 september, 1999  |     |                     |
| Espérance           | 5–0 | SS Saint-Louisienne |
| 1 oktober, 1999     |     |                     |
| SS Saint-Louisienne | 0–2 | Espérance           |
| Dynamos             | 2–1 | ASEC Mimosas        |
| 24 oktober, 1999    |     |                     |
| ASEC Mimosas        | 1–0 | Espérance           |
| Dynamos             | 7–2 | SS Saint-Louisienne |
| 6 november, 1999    |     |                     |
| Espérance           | 1–0 | Dynamos             |
| SS Saint-Louisienne | 0–0 | ASEC Mimosas        |

### Finale
| Team 1                 | Tot. | Team 2             | 1e wedstr. | 2e wedstr. |
| ---------------------- | ---- | ------------------ | ---------- | ---------- |
| (n.p.) Raja Casablanca | 0-0  | Espérance de Tunis | 0-0        | 0-0        |